# Pan-pan
Pan-pan is het in de radiotelefonie (met name de scheepvaart en de luchtvaart) gebruikelijke signaal voor spoedoproepen maar niet voor ernstig en onmiddellijk gevaar, zoals levensbedreigende gevallen. De term is een verbastering van het Franse panne (=pech).
Om misbruik te voorkomen en de hulp zo snel en efficiënt mogelijk ter plaatse te krijgen is het gebruik van Pan-pan aan bepaalde protocollen en regels onderworpen. 

## Schepen
De correcte procedure aan boord van een schip om een spoedoproep uit te zenden luidt als volgt:
“Pan-Pan, Pan-Pan, Pan-Pan”, gevolgd door de ontvanger die men wil bereiken. Dit kan een specifiek station zijn, dan herhaalt men driemaal de naam van het station, of “All Stations, All stations, All stations”, indien men de aandacht van alle stations wil hebben. Vervolgens moet het schip zichzelf identificeren door driemaal de naam te herhalen, de positie opgeven, de aard van het spoedgeval kenbaar maken en uiteindelijk specificeren welke soort hulp er verlangd wordt.
Indien later de spoedsituatie opgelost is en men wil dit kenbaar maken is de procedure vergelijkbaar: men herhaalt driemaal het volgende: “Pan-Pan”, de naam van het station of “All stations” en de naam van eigen schip. Men vermeldt verder de tijd in UTC, en men eindigt met “End of urgency situation”.
In beide gevallen eindigt men de uitzending met het woord “Out”.

## Andere noodsignalen
Eveneens uit de Franse taal komen,
- "Mayday" dat van “venez m'aider”, (“kom mij helpen”) komt. Een signaal voor levensbedreigende gevallen, ernstig of onmiddellijk gevaar.
- “Securité” dat veiligheid betekent, wordt gebruikt voor algemene veiligheidswaarschuwingen.

## Referentie
1. ↑  Regeling seinen luchtvaart (Nederland), art. 4